# Hoya dennisii
Hoya dennisii är en oleanderväxtart som beskrevs av P.I. Forster och D.J. Liddle. Hoya dennisii ingår i släktet Hoya och familjen oleanderväxter. Inga underarter finns listade i Catalogue of Life.